# 最萌大賽
最萌大賽（日语：最萌トーナメント）略稱為最萌或萌戰，是於網際網路上舉辦的相關競賽形式人氣投票活動之總稱。自2001年起，以2ch為中心所舉辦。
另亦有於internationalsaimoe.moe舉行的國際最萌大會（世萌），2024年复办。

## 規則
以下為基本形式，每項比賽的細部規則各異。
- 基本上以一對一方式進行人氣投票，票數多的一方晉級。
- 每個人於每回合有一票機會。在規定的主題串（）內，將候選者的名字以「<<」和「>>」圈起並做出投稿來投票。在裡會附加上根據主機名所計算出的ID，以此來區別不同的投票者。投票資格沒有限制（普通選舉），不過在某些情形下實際上會受到限制，像Leaf,key掲示板本身就有瀏覽的年齡限制。
- 一回合的時間（受理投票時間）為23小時又1分，在該日的0:00:00～23:00:59之間所投的為有效票。由於ID會因日期而改變，每場比賽皆需要在同一天內完成。
- 承認比賽時間內的「選舉活動（支援）」。只要不在投票文中記載候選者即可，包含非投票的回文。支援者可以投稿各種文章與ASCII藝術、圖像或動畫之類的URL，來為候選者聲援造勢為一大特色。
- 初期選舉活動本來是和投票主題一同進行，後來增加並用專用的支援主題。當候選者的選舉對策主題建立時，即便成為選舉活動的據點。
- 同票數平手時認定為同點勝利，兩者皆於次回戰與其他選區勝者一同進行3者選戰。但是當0票對0票時則判定為兩者皆敗。若決賽出現平手狀況時則是「到時候再想」（「第1回週刊少年Jump女性角色」的結果是有2位優勝）。
- 因為ID相對上較容易變更，有的競賽投票會使用代碼機制，將強化過代理伺服器檢查功能的外部CGI所發行的文字列添加到投票文裡始承認為有效票。
- 參加者眾多時會進行預賽，而一般都沒有種子選手制度，通常會和大賽時一樣採用人氣投票形式來進行，但詳細的賽制是各項大賽有所差別。

## 歷史

### 葉鍵板最萌大賽
- 最萌大賽的先驅，一般認為是2chLeaf,key揭示板（葉鍵板）上所舉辦的葉鍵板最萌大賽為最早。然而類似的比賽企畫其實已先在2ch的特撮!板舉行過（後述）。
- 2001年10月14日，自稱為「超俺車」的人物新建了之主題，正好此時2ch導入了ID功能，有志人士藉機企畫利用該功能來進行人氣投票的比賽。「一日一回合」「選舉活動自由」「同票者兩者皆勝」等基本規則也是在這個時期定下，於2001年10月17日舉辦了第一回合賽。
- 賽事的活絡超出預期，雖然過程出現了許多問題，但仍在投票形式與記票辦法等方面逐漸之中，於次年3月9日舉行決賽，完成了整個活動。
- 以下列出自比賽的預兆至結束的主要流程。
  - 2001年10月14日－超俺車氏，建立主題。
  - 2001年10月17日－葉鍵板最萌大賽開始。基本規則底定（一對一、一日一回合、投票時間、投票方式（自由記名））。在此時將投票時間設定為住人（留言板使用者）容易聚集的撥號定額優惠方案（日语： Tele Houdai */?）[註 1]啟始時刻（23:00）為開始時間，投票終了時間設為翌日22:00。此外由於投票採自由形式，所以必然需要由人工方式記票，計算時間隨著規模的擴大而增加，在日後逐漸成為重大問題。
  - 2001年10月18日－為了防範利用跨越00:00會改變ID的機制來進行多重投票（灌票），將投票開始時刻變更為當日00:00。
  - 2001年10月24日－試驗性地在投票形式裡導入【3行規則】（投票文少於三行者無效）。
  - 2001年10月25日－廢除【3行規則】。
  - 2001年11月2日－記票工具公開。
  - 2001年11月4日－試驗性導入將投票對象以<<>>（半角鍵括弧）圍起的規則，並在記票工具中對應。
  - 2001年11月7日－<<>>圈記規則正式採用。
  - 2001年11月19日－試做投票代碼發行所。
  - 2001年12月20日－採行無效票審議規則。
  - 2001年12月24日－廢除投票時間內的中場票數發表。
  - 2002年2月15日－提案投票代碼制度的導入。（2/20起採用）
  - 2002年2月25日－地區代表戰開始。
  - 2002年3月9日－決賽。葉鍵板最萌大賽落幕。

### 比賽規模的擴大
- 受到葉鍵板最萌大賽的影響，2ch的美少女遊戲板起而仿效舉辦為發端，再加上活動只要具備賽程表與揭示板就能夠輕易地舉辦，使得2ch的其他板以及此外的揭示板接連舉辦類似的活動。

### 熱潮的終焉
2002年，2ch全板人氣大賽開辦，消息四處傳遞，連過去不知道的揭示板都能夠知悉，讓比賽邁入全盛期。除了原本的遊戲、漫畫、動畫領域之外，更有以ASCII藝術、鐵道、巴士、國會議員、埼玉縣（以縣內自治團體為投票目標的比賽）、国家、職業棒球選手、將棋棋士、聲優等五花八門的對象舉行比賽。在全盛時期，2ch與相關揭示板上每天有複數個比賽興起。
然而由於比賽的過度頻繁舉行，使得人們逐漸厭倦。對於熱心的參加者來說，也無法避免時間被競賽瓜分所造成的疲累。尤其因為在葉鍵板最萌大賽發源地的leaf,key揭示板上有大量關連的比賽被舉辦，甚至激起對比賽的反感。本來參加者就對活動有所不滿，但由於比賽的成功而在熱潮衰退的時候才一口氣浮出檯面。以在2003年開辦的「大賽優勝者最萌大賽」為轉捩點，大賽的熱潮被認為是完全結束了。

### 安定與將來
雖然已經不若過去的盛景，見不到每天舉辦比賽的情況，但大賽並沒有銷聲匿跡。動畫的比賽逐漸安定成為毎年例行的活動，每次開辦時都會經過改良。另在動畫方面之外，也有如週刊少年Jump大賽（後來發展成以全性質漫畫為對象）之類舉行複數次的例子。反倒是在熱潮的震央位置leaf,key掲示板上，出現對比賽的強烈抗拒反應，以及對於葉鍵板最萌大賽的過度理想化，使得長久以來一直沒能辦成第二回葉鍵板最萌大賽。這件事情也促使本來leaf,key揭示板影子強烈的大賽，走向獨自發展的道路。
2005年舉辦第2回全板人氣大賽，結果上而言是成功落幕。到2025年6月8日現在為止，雖然比不上過去的大流行，但受到第2回全板人氣大賽的刺激，仍然有複數的比賽開辦。此外動畫最萌的規模凌駕葉鍵，成為僅次於全板的比賽，其中甚至有當日投票總數超越4000的情形，顯示出2ch族對比賽的「熱情」沒有衰退。不過高名次的人氣角色側重於以影像化（出租）為前提的深夜節目，或是特定播放電視台的放送節目，可以從其中推測參加者的年齡層。

### 第二回葉鍵板最萌大賽
- 原本被認為不會有第2次的葉鍵板最萌大賽，自前回後歷經4年，於2005年11月26日起舉行了第二回葉鍵板最萌大賽。
- 除了開辦前的強烈反對聲浪之外，由於上回的營運成員悉數不參與，而由新人半推半就成軍，因此有許多人感到不安。
- 此次參加正式選拔賽的為上回2倍的256人，比賽日程也是2倍，光是進行完第1回戰就耗費了將近和上回相同的時間。此外像是老太婆角色、裝載人工智慧的車子角色、依選項會決定是否存在的角色等，比起前回有各五顏六色的角色參選。
- 另一方面，作品間的人氣落差也比上回拉得更開，雖然有多數的角色參選，但其中有幾乎沒有晉級過就退敗的作品，也有過去不為人知的作品之角色受到大幅介紹而嶄露頭角。
- 以下列出主要大事：
2006年3月12日：由於營運方面的疏失引起騷動，發展成為變更代碼發行所的事態。
2006年5月16日：在審核投票結果方面上的投票方法與審核手段、甚至是發現審核結果有多處錯誤的狀況，造成營運團隊與部分的一般投票者之間產生間隙，演變為2天後將審核本身當作沒有發生過來收場的前所未見事態。（關於審核關鍵的多重投票之有無則完全沒有提及）
2006年7月21日：出現在審核上以多重投票嫌疑推翻勝負結果的情形，而投票給因此落敗的角色的支持者以「那是號召外部者所進行的集中投票」為由反控，結果造成參與該審核的複數記票人辭職。大賽就這個樣子經過中盤，在事先預想過的諸般問題依舊沒有解決的情況下進行至決賽。而發起人途中辭退，實際上和逃跑沒有兩樣，引來「沒有責任感」的批評。事實上，在第1回時這種不負責任的心態只是因為事情發展至好的方向，而倖免於難（由於第1回是首次舉辦，而如同字面上意思一樣規則從頭訂起，加上導入代碼機制等的多項規則改訂使得進行變得容易等因素）。在當時的營運關係者幾乎完全撤手的狀態下，也沒有傳授到任何心得，不熟悉的營運團隊就這樣被趕鴨子上架。以上的多項疏失給予了進行多重投票的攪局者趁虛而入的機會，結果造成不斷重複上演沒有平息的爭論。
2006年9月23日：決賽完成，前後歷經10個月的活動宣告落幕。

### 2ch全板人氣大賽
- 至今共舉辦過2次。詳細參照全板人氣大賽的項目。

### 動畫最萌大賽
該比賽為以動畫、動畫角色綜合版為中心所舉行競賽。一般推測為發源自2002年的「動畫板最萌大賽」，當時只有少量被提名的動畫角色參與；參賽者則是由1995年4月延續至2002年4月。其後歷經、等的組織和鬥爭，直至2004年才正式以「動畫最萌大賽」名義，匯集上年7月1日至該年6月30日的動畫角色進行競賽。相關比賽每年都由2ch眾位記名和具有效電郵的用戶自發舉辦，並有著主辦人不可連續主宰數屆工作的潛規則，主辦人充其量可以在籌備上提供意見。按照慣例，每一屆動畫最萌大賽均在主辦人統計符合資格角色，定出賽程後，每年7月後半開始，至10月末～11月初結束。
投票者一般偏重於某類型的動畫（多半為深夜動畫）而非角色，亦因為，而動畫迷之間的爭執亦絡繹不絕。近年來秋葉原系受到矚目，加上動畫的浮濫，2006年決賽時總投票數曾突破4000票，可說是現存最大規模的一次大賽。惟大賽另一較著名的偽票問題亦隨之惡化，每年均有一定的偽票組織向敵對陣形灌票，運用中期點票的信息誤導投票者。每年負責運營的成員多次就這方面作出規限和更嚴密措施，最後令參與的人數和票數都逐漸銳減。
另外作為2014年動畫最萌大賽的前置大賽，在2014年4月20日，開始舉辦艦隊收藏內角色的最萌大賽，並於當日舉行抽選，賽程在6月1日結束。
在2014年賽事期間，因為當屆主辦人「電腦損壞」及其他原因，從11月10日公布11月5日舉行的季後賽第六場賽事之結果之後，比賽一度陷入實質暫停狀態，直至12月3日公布最後一場季後賽賽事賽果，12月10日公布決賽圈之分組及賽程，於12月23日舉行了決賽。
在2015～2022年（原應舉行第十四至二十一屆最萌大賽）的8年間，直至除夕（12月31日）都未產生正式主辦人進行角色統計等工作，最萌大賽在這八年實質上處於停辦狀態。

#### 2013年後動畫最萌大賽改革

##### 2013年引入復活賽制度
2013年，第十二屆最萌大賽賽事之中首次進行賽制改革，在當屆賽事首次加入復活賽制度：
- 此復活賽參加資格為將被當時本戰分組共八組之勝者第二位落敗之角色（在當時由3名角色選出1人的第一及第二輪中，以第三名落敗之角色直接被淘汰）。
- 這些角色按照她們落敗的賽事階段隨機分組（如果在第一輪落敗則重新由第一輪開始，如此類推），並按照類似本戰的安排進行復活賽（逐級淘汰），最終從32名落敗角色中選出8名進入決賽圈。

這項賽事進入決賽圈的人數從八人增至十六人。

##### 2014年賽制改革
在第十三屆賽事中，運營方對賽制進行三方面改革：（此改革在2014年7月11日發表的賽事章程 （页面存档备份，存于）中有所透露）

##### 復活賽
- 本屆賽事仍然設有復活賽，唯本屆賽事的復活賽將於本戰中每一輪賽事結束後進行，第二輪及第三輪之復活賽由前一輪復活賽中勝出者和該輪落敗角色對戰，最終選出8人進入季後賽。

##### 預選賽
- 第一次預選中，在以前的最萌大賽曾參賽角色及第一次參與最萌大賽的角色將區別開來進行分組，雙方各分成八組。
- 第二次預選中將不進行分組，一次過以作品計算的比例代表制（計算方法採用日本國會眾議院及參議院選舉等國政選舉中，比例代表制選區[註 3]採用的漢狄法）選出晉級本戰者。

##### 本戰
- 本戰分組將從以往共8組增至24組，每組人數減至12人，所以本戰賽事由四輪減至三輪。
- 本戰每組勝出者24人及復活賽賽事勝出者8人共32人進行季後賽，以每組3名本戰每組勝出者加1名復活賽勝出者的形式分組，以每組前二晉級的形式選出16人進入決賽圈。

##### 2015年預定賽制改革
2015年5月3日，自稱為第十四屆最萌大賽新任運營者宣布第三次改革賽制：
- 在預選階段取消第十三屆賽事引入的參賽經歷區分分組，及二次預選的比例代表制安排。參賽角色將一次過分成12組進行一次預選，進入二次預選者則分成兩組進行二次預選。
- 在本戰階段取消從第十二屆賽事引入的復活賽制度，並將本戰第一輪賽事由以往由3名角色組成的小組選出一人改為由9名角色組成的小組選出二人。因此（第一輪賽事時點）組別數目將增至32組。
- 本戰第二輪以後的賽事將重新分組，分成8個由8名角色組成的小組，並進行一對一比賽，最終由組別勝者進入決賽圈。

但由於2015年後動畫最萌大賽已經實質上停辦，以上的改革措施均從未正式施行。

#### 各項賽事決賽圈入圍者
以下列出各項賽事八強。
| 年份 | 冠軍                                                                   | 亞軍                                                                    | 四強                                                                  | 四強                            | 八強                          | 八強                                        | 八強                                                                 | 八強                                                                |
| ---- | ---------------------------------------------------------------------- | ----------------------------------------------------------------------- | --------------------------------------------------------------------- | ------------------------------- | ----------------------------- | ------------------------------------------- | -------------------------------------------------------------------- | ------------------------------------------------------------------- |
| 2002 | 木之本櫻 （庫洛魔法使）                                                | 春日步（大阪） （笑園漫畫大王）                                         | 春風Doremi （小魔女Doremi）                                           | 大道寺知世 （庫洛魔法使）       | 椎名翼 （宇宙人形17）         | 植松小星 （迷糊天使）                       | 花丘伊沙米 （伊沙米大冒險）                                          | 光月未夢 （外星BB撞地球）                                           |
| 2003 | 原田梨紅 （天使怪盜）                                                  | 原素子 （高機動幻想GPM）                                                | Eclair （銀河戰警）                                                   | 結崎雛乃 （推理之絆）           | 苗木野空 （萬花筒之星）       | 筱冢嵐 （钢铁守护者）                       | 菊8号 （妄想科学美少女）                                             | 本莊美风 （星空防卫队）                                             |
| 2004 | 露詩瑪莉·蘋果園 （妮嘉尋親記）                                         | 妮嘉·蘋果園 （妮嘉尋親記）                                              | 露娜 （星球流浪記）                                                   | 水树玛依亚 （光与水的女神）     | 愛諾雅·貝克（異域天使）       | 美墨莎莎 （光之美少女）                     | 蘭花·法蘭波瓦茲 （銀河天使）                                         | 苗木野空 （萬花筒之星）                                             |
| 2005 | 高町奈葉 （魔法少女奈葉）                                              | 蒼星石 （薔薇少女）                                                     | 真紅（第三位） （薔薇少女）                                           | 蕾·美（第四位） （索斯機械獸V） | 玖我夏樹 （舞-HiME）          | 桂聖奈 （極上生徒會）                       | 藤乃靜留 （舞-HiME）                                                 | 神奈備命 （AIR）                                                    |
| 2006 | 翠星石 （薔薇少女 彷如夢境）                                           | 菲特·泰斯塔羅沙 （魔法少女奈葉A's）                                     | 源千華留 （草莓危機）                                                 | 夏娜 （灼眼的夏娜）             | 長門有希 （涼宮春日的憂鬱）   | 澤近愛理 （校園迷糊大王系列）               | 遠坂凛 （Fate/stay night）                                           | 艾露露 （傳頌之物）                                                 |
| 2007 | 古手梨花 （暮蟬悲鳴時）                                                | 三千院凪 （旋風管家）                                                   | 龍宮蕾娜 （暮蟬悲鳴時）                                               | 真紅 （薔薇少女 ～序曲～）      | 柊司 （幸運☆星）              | 高町奈葉 （魔法少女奈葉）                   | 泉此方 （幸運☆星）                                                   | 露易絲·法蘭西斯·露·布朗·杜·拉·瓦利埃爾 （零之使魔）                 |
| 2008 | 柊鏡 （幸運☆星）                                                       | 柊司 （幸運☆星）                                                        | 桂雛菊 （旋風管家）                                                   | 古河渚 （CLANNAD）              | 伊吹風子 （CLANNAD）          | 川添珠姫 （BAMBOO BLADE）                   | 坂上智代 （CLANNAD）                                                 | 千葉紀梨乃 （BAMBOO BLADE）                                         |
| 2009 | 逢坂大河 （TIGER×DRAGON！）                                            | 平澤唯 （K-ON!）                                                        | 原村和 （咲-Saki-）                                                   | 福路美穗子 （咲-Saki-）         | 天江衣 （咲-Saki-）           | 鷺之宮伊澄 （旋風管家）                     | 露易絲·法蘭西斯·露·布朗·杜·拉·瓦利埃爾 （零之使魔 ～三美姫之輪舞～） | 片岡優希 （咲-Saki-）                                               |
| 2010 | 中野梓 （K-ON!!）                                                      | 三千院凪 （旋風管家）                                                   | 天江衣 （咲-Saki-）                                                   | 原村和 （咲-Saki-）             | 夏娜 （灼眼的夏娜S）          | 佐天涙子 （科學超電磁炮）                   | 山田葵 （WORKING!!）                                                 | 椎名真冬 （學生會的一己之見）                                       |
| 2011 | 巴麻美 （魔法少女小圓）                                                | 佐仓杏子 （魔法少女小圓）                                               | 鹿目圓 （魔法少女小圓）                                               | 艾莉卡·哈特曼 （強襲魔女2）     | 烏賊娘 （侵略！烏賊娘）       | 黑貓（五更瑠璃） （我的妹妹哪有這麼可愛！） | 美樹沙耶香 （魔法少女小圓）                                          | 亞斯塔蘿黛·尤各瓦爾 （亞斯塔蘿黛的後宮玩具）                        |
| 2012 | 園城寺 （咲-Saki-）                                                    | 松實玄 （咲-Saki-）                                                     | 竹井久 （咲-Saki-）                                                   | 原村和 （咲-Saki-）             | 夏娜 （灼眼的夏娜）           | 松實宥 （咲-Saki-）                         | 宮永咲 （咲-Saki-）                                                  | 露易絲·法蘭西斯·露·布朗·杜·拉·瓦利埃爾 （零之使魔F）                |
| 2013 | 鹿目圓 （劇場版 魔法少女小圓［前篇 開始的物語／後篇 永遠的物語］）     | 美樹沙耶香 （劇場版 魔法少女小圓［ 前篇 開始的物語／後篇 永遠的物語］） | 佐仓杏子 （劇場版 魔法少女小圓［ 前篇 開始的物語／後篇 永遠的物語］） | 人类小姐 （人类衰退之后）       | 筒隐月子 （变态王子与不笑猫） | 黑貓（五更瑠璃） （我的妹妹哪有這麼可愛！） | 岁纳京子 （摇曳百合）                                                | 巴麻美 （劇場版 魔法少女小圓［ 前篇 開始的物語／後篇 永遠的物語］） |
| 2014 | 宮永咲、原村和 （ 咲−Saki- 全國編 ） （各以187票打成平手，成為雙冠軍） | （因宮永咲及原村和奪得雙冠軍，導致亞軍懸空）                            | 美樹沙耶香 （劇場版 魔法少女小圓［新篇 叛逆的物語］）                 | 高鴨穩乃 （ 咲−Saki- 全國編 ）  | 園城寺 （ 咲−Saki- 全國編 ）  | 松實玄 （ 咲−Saki- 全國編 ）                | 佐倉杏子 （劇場版 魔法少女小圓［新篇 叛逆的物語］）                  | 曉美焰 （劇場版 魔法少女小圓［新篇 叛逆的物語］）                   |

以下為在2013年或以後因賽制原因產生，以十六強進入決賽圈但未能進入八強的角色：
| 年份 | 十六強（未能晉級八強）       | 十六強（未能晉級八強）       | 十六強（未能晉級八強）                            | 十六強（未能晉級八強）           | 十六強（未能晉級八強）       | 十六強（未能晉級八強）      | 十六強（未能晉級八強）                            | 十六強（未能晉級八強）         |
| ---- | ---------------------------- | ---------------------------- | ------------------------------------------------- | -------------------------------- | ---------------------------- | --------------------------- | ------------------------------------------------- | ------------------------------ |
| 2013 | 沖田紗羽 （TARI TARI）       | 羽瀨川小鳩 （我的朋友很少）  | 新垣綾瀨 （我的妹妹哪有這麼可愛！）               | 赤座燈里 （搖曳百合）            | 湊智花 （蘿球社！）          | 小豆梓 （變態王子與不笑貓） | 西住美穗 （少女與戰車）                           | 四糸乃 （約會大作戰）          |
| 2014 | 神代小蒔 （咲−Saki- 全國編） | 愛麗絲·卡塔雷特 （黃金拼圖） | 巴麻美 （劇場版 魔法少女小圓［新篇 叛逆的物語］） | 清水谷龍華 （ 咲−Saki- 全國編 ） | 新子憧 （ 咲−Saki- 全國編 ） | 九條可憐 （黃金拼圖）       | 鹿目圓 （劇場版 魔法少女小圓［新篇 叛逆的物語］） | 末原恭子 （ 咲−Saki- 全國編 ） |

以下為艦隊收藏內角色最萌大賽的四強：
| 年份 | 冠軍                    | 亞軍                                | 四強                      | 四強                        |
| ---- | ----------------------- | ----------------------------------- | ------------------------- | --------------------------- |
| 2014 | 金剛 （金剛型一號戰艦） | 電 （吹雪型（特型）二十四號驅逐艦） | 時雨 （白露型二號驅逐艦） | 瑞鳳 （翔鳳型二號航空母艦） |

此外，2005年開始也舉辦屬於男角的動畫最萌大賽（俗稱「燃戰」），至目前為止，已舉辦三屆。
| 年份   | 優勝                                    | 準優勝                                    | 四強                        | 四強                  |
| ------ | --------------------------------------- | ----------------------------------------- | --------------------------- | --------------------- |
| 2005年 | 藤原佐為 （棋魂）                       | 高石岳（台譯：高石武） （數碼寶貝大冒險） | 弗利沙 （七龍珠Z）          | 孫悟空 （七龍珠Z）    |
| 2006年 | 真·飛鳥 （機動戰士GUNDAM SEED DESTINY） | 海馬瀨人 （遊戲王）                       | 相良宗介 （驚爆危機！TSR）  | 梵恩 （槍與劍）       |
| 2007年 | 古泉一樹 （涼宮春日的憂鬱）             | Ｌ（龍崎） （死亡筆記）                   | 須王環 （櫻蘭高校男公關部） | 夜神月 （死亡筆記本） |

## 用語集
反制票
基於仇視特定候選者，將選票投給對抗候選，屬於戰略投票的一種。使選票集中在對抗候補身上，推翻本來一定程度的人氣差距。在最萌容易發生這樣爆冷門的情形，最主要因為它不是單純的人氣投票，而是採取對抗賽形式，也是比賽的醍醐味。因為這個緣故，重點不只是單純地擺在人氣的優劣，如何減少敵人也是勝負的關鍵。
車賽
回合正好開始（多為0時）時，使用車子、騎馬、MS（機動兵器）等乘坐物系AA、進行同步投票。雖然這是屬於所謂的衝票行為，但本來最早是葉鍵板最萌大賽有出現某固定代稱使用者在恰好0點時使用車子AA來投票，因而隨之傳開，全板大賽預賽時，Leaf,key板做出了該舉動而受到其他板的注目。在過去只有寫上投票板名，自此回合以後，開始會在投票裡加入萌文與AA。
觀戰記
比賽觀戰記。回合終了後，將對於該回合的概要、比賽經過等內容寫下來的感想文章。一般原則上是盡量客觀並免縱情，通常著重在突顯敗戰者的身價。
企畫
為了將自板宣傳給他板的行為。像是圍棋、將棋板的百人連戰，或是特攝板的「超人力霸王高斯」主角降板騷動的追悼企畫等，每回合會配合各板的風格舉辦種類豐富的企畫。其中不乏有令人懷疑是否認真地想要獲勝的廚房板的無效票祭典（投票7千票之中實質的無效票佔了9成），與Leaf,key板各種非住人無法理解的內訌捏他企畫等（雖然結果反而得到了他版的好評）。
偽票
預測可能出現的中途記票，而刻意投下無效票。目的是混亂見到記票結果的人、讓該目標的支持者空歡喜的搗亂行為。此外更有讓怒火矛頭指向偽票目標角色之對手的高段手法。也有像廚房板一樣，一開始便宣言偽票工作，而大規模進行的案例。
詳細詳細
使用於大賽的主題與表格範文的文字。雖然這本來在文法上是錯誤的重複表現，但後來成為大賽中不可或缺的捏他，而廣為流傳。
間諜
出現在最萌大賽中的一種滋事行為。特別是指妨礙比賽對手（包含已退敗者）同伴間的同盟與選舉協力、挑起對立、降低士氣。另外，偽裝成第三者，致力於拉攏人群至自方陣營的行為也被認為應歸屬於此類。由於有不少發言難以區別出是單純的意見或是間諜行為，而會產生出彼此猜忌的效果。一般分成為了使自軍陣營有利的而為了情形，和純粹的愉快犯這兩種。在2ch全板人氣大賽特別盛行。其中過於突兀的會被稱為「珍作員」而成為笑柄。
工廠
見於第2回全板人氣大賽，多重投票的黑話，蘊含有以作業流程來進行大規模多重投票的意味在。執行多重投票的行為稱為「工廠勤務」。
代碼
為了抑制多重投票，透過外部CGI所發行的文字列。藉由將此文字列寫到選票裡，則會被辨識為有效票。為了防範多重投票發生，以取得Cookie來辨別不同的用戶端，阻止同一用戶端再度取得代碼，技術上施加過連接CGI後會在一定時間內若不再次連接則無法收到代碼等改良措施。不過即使如此仍然會有破綻，而且因為若限制過於嚴苛會牽連到無關的參加者，和不當投票者之間的追逐賽依然持續上演。最初導入此作法的是在葉鍵板最萌大賽的途中。
笨蛋板
在全板大賽裡，由於在選戰對策和投票主題中的過度愚蠢行徑而來的尊稱。其中職業摔角、彈珠機、夏亞專用（現在的）、Leaf,key板被稱為笨蛋版四天王，在決賽前日的示範賽變成是這4個板的笨蛋板決定戰。
二三小姐
在最萌大賽裡，23時23分23秒時必定會出現的「舞-HiME」登場角色姬野二三的AA。在此AA到來的前後以「二三小姐辛苦了」打招呼是比賽私底下的默認。
鮑伯
揶揄記票者或主辦單位對特定投票方偏袒的用語，也就是指裁判不公的嫌疑。名稱來自於在世界棒球經典賽多次做出不公正裁判的鮑伯·戴維森。
比賽無效
規則上當遇到12小時以上連接不上主機的情況，該日的比賽視為無效，將延期舉行。在國會議員最萌大賽時曾發生過當日比賽開始後主機資料消滅12小時以上的事態，因為資料沒有挽救回來的關係無法掌握正確的投票數量，該日的比賽因此宣告無效。
廢票
即使投了票也沒有效力的情況有，1.忘記加入代碼（需要時），或是和其他投票者重疊。2.沒有正確使用規定的括號方式。3.ID與其他投票者重複等。出現明顯不自然地單方面票數成長的情況時，也有可能會由營運者經審議後判斷為無效。即使刻意取得無效代碼，因為在回合結束之前看不出來到底是不是有效，也有人看準宣傳效果而加入廢票。

## 「最萌」與「人氣」
在leaf,key揭示板上，有將「人氣大賽」與自家的「最萌大賽」相比較，以否定色彩使用其稱呼的傾向。即使大賽名稱冠上最萌二字，也會以「那是人氣大賽」來作為批評。
然而在第1回2ch全板人氣大賽當中，顯少能夠見到此類用法。自2003年左右起，頻繁被用於對全板系大賽的批評方面上。會引發此般批判聲浪的背景被認為有下列因素：
- 隨著大賽的普及，leaf,key揭示板風格的自我矛盾變得突出。
- 大賽在受到好評中不明顯的缺點，伴隨著熱潮衰退而容易遭到責難，此外本來抱有不滿但在當時保持沉默的人也加入了批評的行列。
- leaf,key揭示板方面也失去先展現自己的作為來取代批評的積極性。
- 從本來目的比起勝利更注重「萌」對象的立場，轉變明顯與「萌」的範疇乖離的同盟（選舉協力）之作法招來了反感。

為求勝利而支援並非自己內心真正支持的對手，和現實中的選舉行動極為相近。

## 問題
- 不同的大賽規模各異。其中屬於大規模的最萌一天會消費大量的主題，在元祖的葉鍵板最萌也在半年就建立了200個以上的相關主題，決賽時光是比賽本身就有8個主題串，最後的投票主題則在15分鐘之內就消耗殆盡。因為這個緣故，對伺服器造成許多負擔。想要在大賽以外的地方寫文的人因為大賽進行的關係變得難以寫入，大賽所引起的住戶之間的紛爭常被帶到與大賽無關的主題上而引發民怨。
- 2ch全板人氣大賽更加擴大比賽規模，更出現了以數百人規模進行的同步投票（衝票行為）。這在營運方面上也造成問題，而演變為在實況系的伺服器上建立投票專用的投票板。此後當在2ch進行最萌大賽之際，於投票板上建立投票主題已成為慣例。不過由於規則上在全年齡向的板無法直接貼上成人向的支援圖像，第2回的葉鍵板最萌大賽沒有在投票板，而是和第1回同樣在Leaf,key板舉行。
- 由於軍團票和反對票的盛行，令不少參與者戲稱此大賽為「最黑大賽」[來源請求]。
- 近年来运营从未停止对国外IP及多重票的规制，使得许多本土票源纷纷被限制，这导致了大赛逐年减少的票数及本土票的减少。2012年是最萌大赛最受日本地区以外所谓“厨团”影响的一年。这些被称为“海外”的厨团以技术突破运营的规制。大型厨团如《天才麻将少女》海外爱好者们每场均能投出100以上的票数，多重问题严重。

## 附註
1. ↑  為日本電信電話（NTT）在1995年開始提供的撥號上網優惠方案。在該方案下，繳納固定費用（視乎計畫不同費用在1800～9200日圓間）後即可在指定時間（晚上11時～翌日早上8時）内，對指定電話號碼進行撥號。在當時絕大部分網際網路用戶都使用電話撥號連接，長時間使用網路可能引致高額電話費的情形下，此優惠方案吸引到相當多用戶採用。日本電信電話在2022年1月20日宣布該服務將在2024年結束 （页面存档备份，存于）。
2. ↑  惟2004年為了遷就2003年的期限，是讓上年5月16日至該年6月30日的動畫角色進行競賽。而2003年本身，是匯集上年2002年8月至該年5月15日的角色。
3. ↑  眾議院選舉中會根據地區劃分11個比例代表制選區：北海道、東北地區、北關東、南關東、東京都、北陸信越、東海、近畿、中國、四國、九州（包括沖繩）選出比例代表制議席，在參議院選舉則以全國為單一選區選出比例代表制議席。
4. ↑  因為infoseek於2010年10月31日結束isweb light網頁服務，設立於其下的頁面已消滅。

## 外部連結
- 最萌大賽連結（類似活動的連結集）（日語）
- 動畫最萌大賽2009 臨時避難主頁（日語）
- 葉鍵板最萌大賽 （页面存档备份，存于）（日語）
- 第2回声優板最萌大賽非公式網站（日語）
- 2ch全板人氣大賽（日語）
- 最萌角色大賽鏈接集（非官方）（繁體中文）
- 最萌維基 （页面存档备份，存于）（非官方）（简体中文）（日語）
  - 各國主要最萌大賽列表 （页面存档备份，存于）（简体中文）（日語）
  - 最萌角色大賽2009 中文網 （页面存档备份，存于）（非官方）（简体中文）
- 國際最萌大賽 International Saimoe League （页面存档备份，存于）（英文）